# 陆煦
陆煦（?—?），南朝梁吴郡吴县（今江苏省苏州市）人，陆徽之子，陆叡之子，陆杲之弟。
陆煦学问涉有思理。梁武帝天监初年，历任中书侍郎，尚书左丞，太子家令，在官任上去世。撰写《晋书》未成，又著有《陆史》十五卷、《陆氏骊泉志》一卷，总结吴郡陆氏的历史，并行于世。